# Carlos Fernández (zapaśnik)
Carlos Fernández Antón (ur. 1 czerwca 1965 w Madrycie)) – hiszpański zapaśnik walczący w stylu klasycznym. Olimpijczyk z Seulu 1988, gdzie zajął piętnaste miejsce w wadze piórkowej. 
Zajął dziesiąte miejsce na mistrzostwach świata w 1986. Dziewiąty na mistrzostwach Europy w 1985. Siódmy na igrzyskach śródziemnomorskich w 1987 roku.

## Letnie Igrzyska Olimpijskie 1988
| Konkurencja          | Rundy eliminacyjne | Rundy eliminacyjne | Klas. końcowa |
| Konkurencja          | Przeciwnik I       | Przeciwnik II      | Miejsce       |
| -------------------- | ------------------ | ------------------ | ------------- |
| 62 kg styl klasyczny | Peter Behl (FRG) P | Zeki Şahin (TUR) P | 15.           |